# 디니야르 빌랼레트디노프
디니야르 리나토비치 빌랼레트디노프(러시아어: Динияр Ринатович Билялетдинов, 타타르어: Динияр Ринат улы Билалетдинев, 1985년 2월 27일 ~, 모스크바)는 러시아의 전 축구 선수이다. 현역 시절 포지션은 공격형 미드필더였다.

## 선수 생활
모스크바에서 태어난 빌랼레트디노프는 고향의 축구 클럽 중 하나인 로코모티브 모스크바에서 선수 생활을 시작했다. 1군 무대에 데뷔한 2004년에 러시아 리그 올해의 유망주 상을 수상하면서 두각을 나타낸 빌랼레트디노프는 지속적인 기량 성장을 거듭해 팀의 주축 선수가 되었고, 러시아 축구 국가대표팀에 발탁되어 현재까지도 국가 대표팀의 주전 선수로 자리매김 하고 있다. 그러던 중 2009년 8월 이적 시장이 닫히기 며칠 전에 에버턴 FC와 5년 계약을 맺고 팀을 옮기게 되어 현재에 이르고 있다.

2012년 애버턴을 떠난뒤 러시아로 돌아가 스파르타크 모스크바, 안지 마하치칼라, 토르페도 모스크바, 루빈 카잔에서 뛰다가 2017년 리투아니아의 트라카이에서 3년 뛰다가 2019년 은퇴했다.

이후 2022년 러시아의 우크라이나 침공 시작되고 우크라이나의 2022년 하르키우 역공세로 러시아가 밀리기 시작하자 블라디미르 푸틴이 대규모 징집령을 내렸고 정작 징집대상이 아님에도 불구하고 러시아의 전세가 밀리기 시작하자 러시아군에 강제징집되었다.